# Myristica schlechteri
Espèce
Statut de conservation UICN

 VU D2 : Vulnérable
Myristica schlechteri est une espèce de plantes de la famille des Myristicaceae.

## Publication originale
- Blumea 40(2): 322. 1995.